# محمد در مکه
محمد بن عبدالله در مکه به دنیا آمد و ۵۲ سال اول زندگی‌اش را در آنجا گذراند. این مدت به دو دوره تقسیم می‌شود: قبل و بعد از اعلام نبوت پیامبر اکرم.

## سال فیل
طبق روایات سنت اسلامی محمد در مکه و در سالی معروف به عام الفیل یا سال فیل که برابر با سال ۵۷۰ میلادی است به دنیا آمد. مورخین این تاریخ را حداقل تاریخ تقریبی تولد او به‌شمار می‌آورند و برخی سال ۵۶۸ یا ۵۶۹ را سالی می‌دانند که محمد به دنیا آمده‌است. مسلمانان معتقدند که در آن سال ابرهه پادشاه حبشه، که بنای کعبه را رقیبی برای بنای تازه‌ساخت خود در صنعا می‌دانست، نیروی فراوانی را برای نابودی آن فرستاد. اما خداوند بنای مکه را توسط یک معجزه حفظ کرد. تلاش‌های مورخین غربی در جهت بررسی صحت تاریخی این روایت اسلامی به نتیجه‌ای مشخص نرسیده‌است؛ پذیرش یا رد صحت تاریخی این واقعه به یک میزان سخت می‌باشد.

## آغاز زندگی
سالهای اول زندگی
محمد در مکه از مادری به نام آمنه بنت وهب به دنیا آمد. در تاریخ دقیق تولد محمد در آن سال بین سنیان و شیعیان اختلاف نظر وجود دارد، چنان‌که اهل تسنن تولد او را ۱۲ ربیع‌الاول و شیعیان تولد وی را ۱۷ ربیع‌الاول می‌دانند. پدر او «عبدالله» و همچنین مادرش از خاندان بنی‌هاشم از قبیله قریش بودند. بنی هاشم یکی از خاندان‌های برجسته مکه به‌شمار می‌آمد، هر چند به نظر می‌آید که در دوران کودکی محمد، اعضای این قبیله از نظر اقتصادی شکوفا نبودند. شش ماه پیش از تولد محمد، عبدالله پدرش درگذشت. اینطور نقل شده‌است که عبدالله در بازگشت از شام در یثرب از دنیا رفت. پس از تولد، سرپرستی کودک را پدربزرگش عبدالمطلب، که بزرگ خاندان قریش بود، به عهده گرفت و عبدالمطلب او را طبق عادت مرسوم، به دایه‌ای به نام حلیمه بنی سعد سپرد زیرا محیط صحرا برای رشد نوزادها مفیدتر در نظر گرفته می‌شد. برخی از محققین غربی صحت تاریخی این روایت را رد کرده‌اند. او دو سال در قبیله سعد ابن بکر، شاخه‌ای از قبیله هوازن، نزد حلیمه بود. هر چند محمد تحت سرپرستی عبدالمطلب، که شخصی بانفوذ و عهده‌دار رهبری جامعه مکه بود، قرار داشت اما دوران یتیمی و بدون پدر را با سختی‌های فراوان سپری نمود. قرآن این نکته را با تأکید و وضوح بیان می‌کند که «ما تو را یتیم نیافتیم؟ پس آنگاه پناهت دادیم… بنابراین، یتیم را ترک نکن.» آمنه بنت وهب برای زیارت قبر شوهر و دیدار از خویشاوندانش راهی یثرب شد و محمد شش ساله را نیز همراه برد اما هنگام بازگشت در محلی به نام «ابواء» از دنیا رفت. دو سال پس از آن عبدالمطلب پدربزرگش نیز درگذشت و او از آن پس در خانه عمویش ابوطالب سُکنی گزید. خاورشناسی با نام ویلیام مونتگمری وات معتقد است که به‌خاطر کم توجهی قیم‌ها در مراقبت از اعضای ضعیف طوایف که در قرن ششم میلادی در عربستان معمول بود، قیم‌های محمد بیشتر مراقب آن بودند تا او از گرسنگی نمیرد و انجام کاری فرای آن برای آن‌ها مشکل بود، خصوصاً به دلیل اینکه بخت در آن هنگام با قبیله بنی هاشم یاری نکرده و اوضاع اقتصادی آن‌ها رو به نزول بود.

## پیش از پیامبری
آنچه از نوجوانی محمد در دست است، یکی اینست که او همراه عموهای خود در چهارمین جنگ از جنگ‌های فجار شرکت کرد. دیگر آنکه، محمد بیست ساله بوده که در خانه عبدالله بن جدعان در پیمان حلف الفضول شرکت جسته‌است. این پیمان بین طایفه‌هایی از قریش بسته شد که بر اساس آن می‌بایست برای یاری هر مظلومی در مکه و بازگرفتن حق او از ستمکار، متحد شوند و اجازه ندهند در مکه بر کسی ستم رود. سال‌ها پس از هجرت در زمان بسط اسلام دربارهٔ آن گفت: «در سرای عبدالله بن جدعان در پیمانی شرکت کردم که اگر در اسلام هم به مانند آن دعوت می‌شدم اجابت می‌کردم و اسلام جز استحکام، چیزی بر آن نیفزوده‌است.»

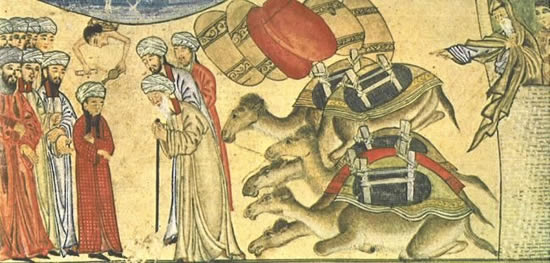
ملاقات محمد و بحیرا

وقتی محمد هنوز در دوران نوجوانی اش بود، جهت کسب تجربه، شروع به همراهی عمویش در مسافرت‌های به شام کرد؛ تجارت تنها شغلی بود که به روی محمد که یک یتیم بود باز بود.
بر اساس روایت اسلامی، وقتی محمد نه یا دوازده سالش بود در یکی از سفرهای تجاری به شام، یک راهب یا زاهد مسیحی به نام بحیرا را دید که گفته شده نشانه‌های پیامبری را در محمد دیده‌است.

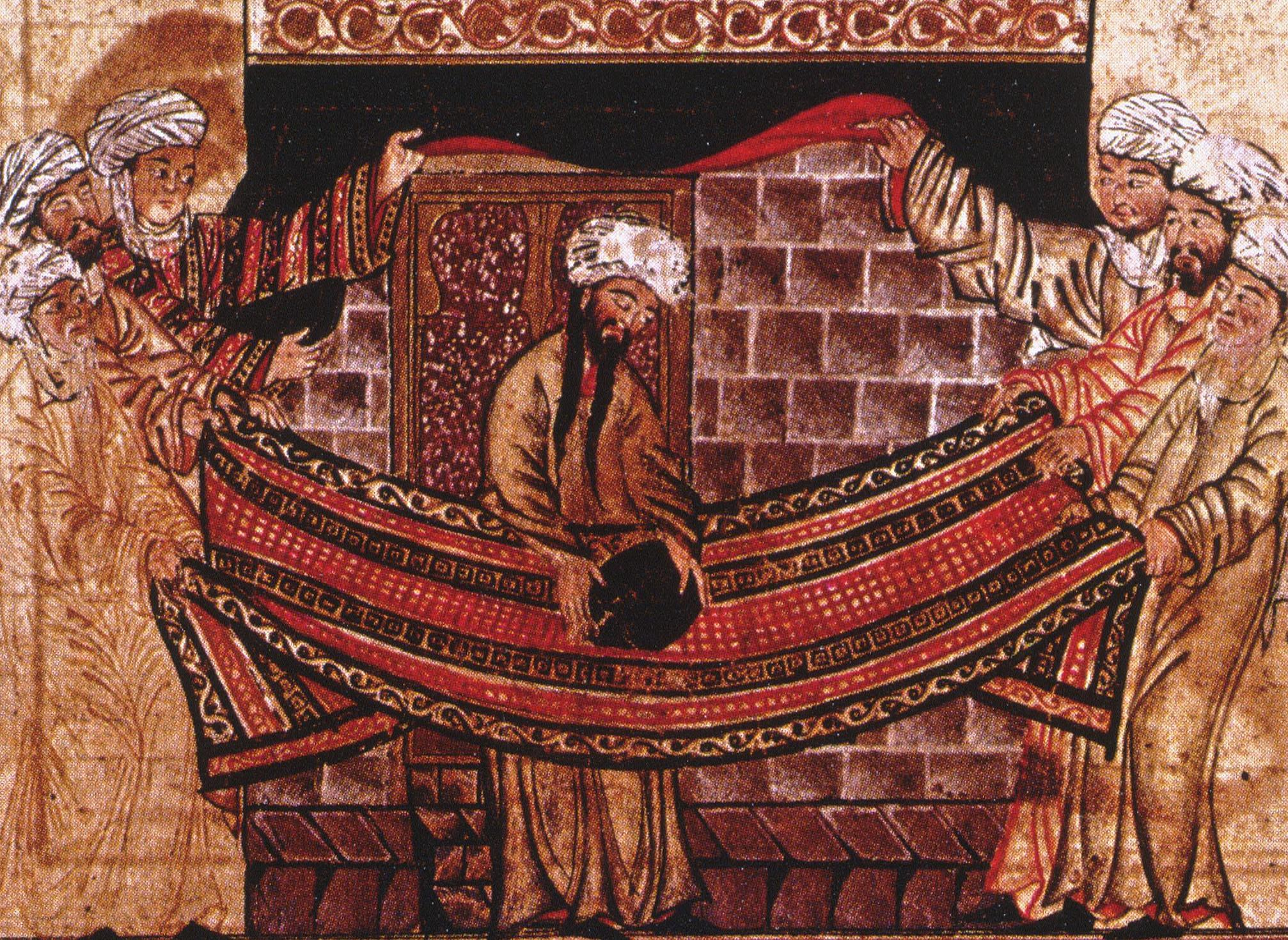
مینیاتوری از کتاب جامع‌التواریخ نوشته رشیدالدین فضل‌الله بر روی کاغذ پوستی و متعلق به سده چهاردهم میلادی که محمد را در حال نصب حجرالاسود نشان می‌دهد. واقع در کتابخانه دانشگاه ادینبورگ.

به دلیل شهرت محمد به درستکاری، به او لقب الامین داده شده بود و به دنبال او به عنوان یک داور بیطرف می‌فرستادند. شهرت او باعث شد که در ۲۵ سالگی پیشنهاد ازدواجی از «خدیجه بنت خویلد بن اسد بن عبدالعزی»، یک بیوه پنجاه ساله، دریافت کند. محمد با ازدواج موافقت کرد که بر اساس تمامی گزارش‌ها ازدواج موفقی بود. بر اساس روایت اسلامی محمد در سن ۳۵ سالگی در ماجرای تجدید بنای کعبه، که بر اثر سیل تخریب شده بود، با تدبیری در نصب حجرالاسود مانع جنگ و نزاع بین طوایف قریش و دیگر قبایل مکه می‌گردد. قبایل به حکم او رضایت می‌دهند، که به‌نظر مسلمانان نشان از مقبولیت او دارد، محمد سنگ سیاه کعبه را در میان ردای خود می‌نهد و نمایندگانی از هر قبیله، گوشه‌ای از ردا را گرفته و به محل نصب آن می‌آورند و سپس محمد سنگ را برداشته در جای خود نصب می‌نماید. بدین ترتیب همه در افتخار نصب حجرالاسود سهیم می‌شوند. حجرالاسود، از نظر اعراب، مقدس و اولین سنگ بنای کعبه و موهبتی از بهشت خداوند بوده‌است که امروزه نیز یکی ارکان حج مسلمانان است.

## اعلام پیامبری

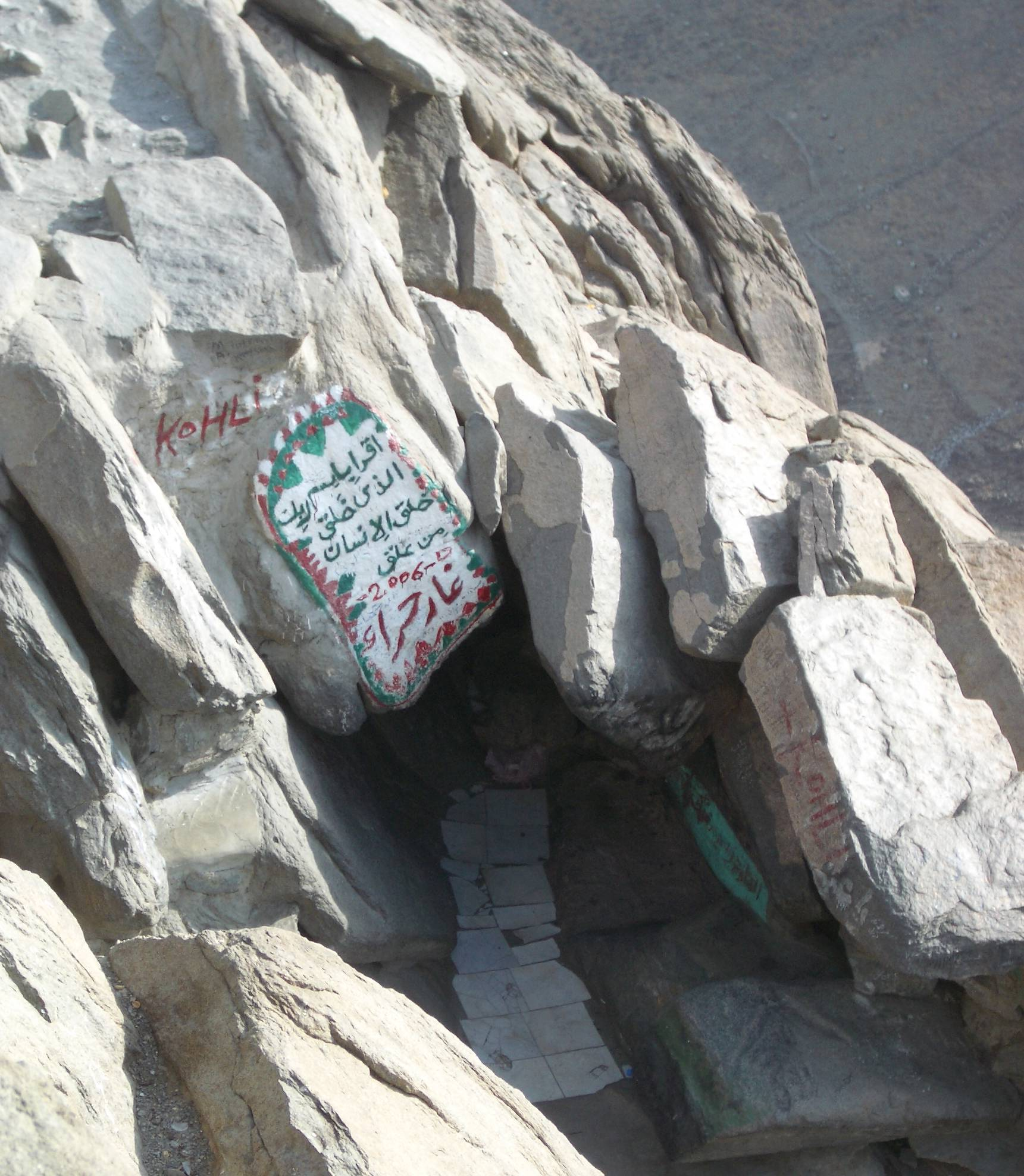
غار حرا در کوه نور، جایی که مسلمانان باور دارند که محمد اولین وحی را دریافت کرده‌است.

آنچنانکه از منابع اسلامی بدست می‌آید، محمد پیش از بعثت معمولاً شهر را ترک نموده، برای عبادت و تفکر به صحرا یا کوه پناه می‌برده‌است. گاهی اوقات از صبحگاهان تا شامگاهان و بعضی اوقات نیز تا ذخیره غذایی‌اش تمام نمی‌شده، بازنمی‌گشته‌است. عایشه یکی از زنان او نقل می‌کند که پیش از پیامبری، الهاماتی به محمد می‌شده‌است که آن‌ها را با «تجلی نور طلوع بامدادی» توصیف نموده‌است. بر اساس روایات اسلامی در یکی از همین دوره‌های عزلت و در سن چهل سالگی، هنگامی که محمد در غار حراء در جبل‌النور نزدیک مکه، مشغول تفکر و عبادت بوده‌است، کسیبر او ظاهر می‌شود که بعد متوجه می‌شود، جبرئیل فرشته مقرب خداوند بوده‌است. بسیاری از شیعیان، بعثت (آغاز پیامبری) را در شب بیست و هفتم ماه رجب می‌دانند اگرچه بسیاری دیگر نیز، آغاز وحی و نزول قرآن را در ماه رمضان می‌دانند.
بدین ترتیب فرایند وحی که قرآن به آن نزول می‌گوید، با چند آیه اول سوره علق بر محمد آغاز می‌گردد.
بخوان به نام پروردگارت که آفرید. او که انسان را از خون بسته (علق) آفرید. بخوان که پروردگار بسیار کریم است، آنکه تعلیم داد نوشتن با قلم را. به انسان آموخت آنچه را که نمی‌دانست.
بر اساس بعضی روایات اسلامی مورد قبول برای اهل تسنن، محمد پس از دریافت اولین وحی دچار پریشانی خاطر گشته و در فکر این بود که خودش را از بالای کوه به پایین پرت کند ولی روح به او نزدیکتر شده و به او گفت که او به عنوان رسول خدا انتخاب شده‌است. محمد به خانه برگشته و زنش خدیجه و ورقة بن نوفل (پسرعموی خدیجه)، به او دلداری و قوت قلب دادند. بر اساس روایت شیعه از سوی دیگر، او نه ترسیده بود و نه غافل گیر شده بود بلکه آنچنان به جبرئیل خوشامد گفت گویی که انتظارش را می‌کشید.
داستان مشهوری دربارهٔ اولین تجربه دریافت وحی
داستان مشهوری از قول محمد نقل می‌شود که جبرئیل بر او ظاهر شده و از او خواسته تا بخواند. ابن اسحاق نقل می‌کند که جبرییل درحالی که کتابی پیچیده در دیباج در دست داشته به محمد نزدیک شده و به او گفته «بخوان».
محمد برای خدیجه بازگو می‌کند که:
غریبه گفت: «اقراء»، (بخوان). گفتم: چه چیز را بخوانم؟ پس مرا بسختی در آغوش گرفت، چنان‌که از حال رفتم و گمان کردم که مرگ است. چون بخود آمدم دوباره گفت: اقراء! (بخوان).
فرشته سه بار خواسته خود را به همان طریق تکرار می‌کند و سپس آیات اولیه قرآن را برای او می‌خواند و سپس محمد نیز آن‌ها را می‌خواند. بر اساس منابع سنتی در اسلام، اُمّی بودن پیامبر که در قرآن به آن اشاره شده‌است بمعنای درس‌نخوانده و بی‌سواد است؛ بنابراین اگرچه دستور «اقراء»، گاهی به «بخوان» ترجمه شده‌است اما واژه «از برخواندن» ترجمه مناسبتری به نظر می‌رسد. اما بسیاری از دانشمندان غربی و برخی از مفسران و نواندیشان اسلامی، کلمه «امی» را به عنوان درس‌نخوانده یا بی‌سواد نپذیرفته و معناهای دیگری را برای آن درنظرگرفته‌اند. چنان‌که برخی معتقدند منظور از این کلمه انست که محمد تا قبل از بعثت کتاب‌های آسمانی و داستانهای عهد عتیق را نخوانده و آموزش ندیده بوده‌است. برخی نیز معتقدند که منظور قرآن از امی اینست که محمد پیامبری است که از میان مردم عادی برخاسته‌است. با اینحال از دیدگاه سنتی، «درس‌نخوانده» پذیرفته شده‌است.

## محتوای آیات اولیه قرآن

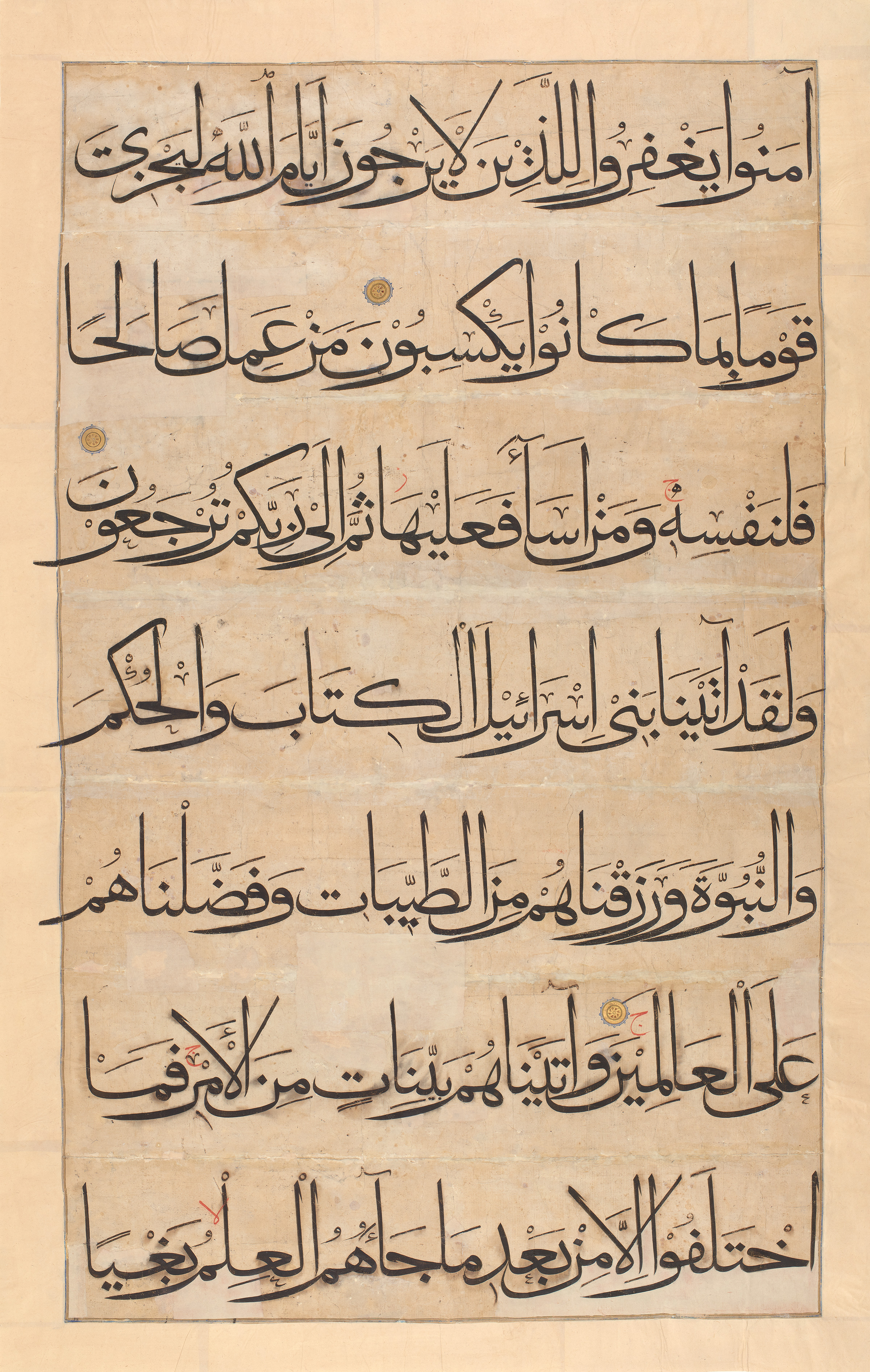
صفحه‌ای از قرآن متعلق به قرن هشتم هجری شمسی در افغانستان که در آن زمان بخشی از ایران به حساب می‌آمد.

بر اساس قرآن، هشدار دادن به ناباوران (کفار) از عذابی که در روز قیامت انتظار آن‌ها را می‌کشد، یکی از نقشهای اصلی محمد می‌باشد. گاهی قرآن، صراحتاً به روز قیامت اشاره نمی‌کند اما مثالهایی از داستان قوم‌های محو و نابود شده آورده و هم عصران محمد را از عذاب‌های مشابه برحذر می‌دارد. (آیه
۴۱:۱۳ تا ۴۱:۱۶). محمد نه تنها به کسانی که وحی خدا را انکار می‌کنند هشدار می‌دهد، بلکه وعده‌های نیکویی به کسانی که از شیطان دوری می‌ورزند، به کلام خدا گوش فراداده و از خدا اطاعت می‌کنند، می‌دهد. مأموریت محمد همچنین شامل تبلیغ یکتاپرستی می‌باشد: قرآن از محمد می‌خواهد که به اظهار و تمجید نام پروردگارش بپردازد و به او دستور می‌دهد که از پرستش بتها یا نسبت دادن الوهیت به هر چیزی بجز خدا دوری بورزد.
موضوع آیات اولیه قرآن وظیفه انسان نسبت به خالق خویش، رستاخیز مردگان، داوری نهایی خدا به همراه توصیف روشن عذاب‌های جهنم و لذات و نعمات بهشت، و نشانه‌های خدا در تمامی عرصه‌های زندگی انسان می‌باشد. تکالیف مذهبی که در این زمان از مؤمنین خواسته شده بود اندک بودند: اعتقاد به خدا، درخواست برای بخشش گناهان، خواندن نمازهای مکرر، کمک به دیگران به‌ویژه نیازمندان، رد کردن تقلب و دوستی مال دنیا (که در زندگی تجاری مکه، امری پراهمیت به‌شمار می‌رفت)، عفت و پاکدامنی و زنده به گور نکردن فرزندان دختر. آیات اولیه قرآن با تأکید روی جنبه‌های اخلاقی شروع و سپس به صورت فزآینده‌ای به انتقاد از خدایان مکه و بت‌پرستی پرداخت.

## دعوت علنی و مخالفت‌های قریش
بر اساس روایت اسلامی، خدیجه زن محمد اولین کسی بود که به پیامبری او ایمان آورد. بزودی علی ابن ابیطالب پسرعموی ده ساله محمد، ابوبکر دوست نزدیک او و پسرخوانده‌اش زید بن حارث نیز به خدیجه پیوستند و اولین کسانی بودند که به محمد ایمان آوردند. محمد تا سه سال دین جدید خود را به صورت مخفیانه تبلیغ می‌کرد. پس از آن، خدا به او فرمان می‌دهد تا دعوت و رسالت خود را آشکار نماید: «پس آنچه را بدان مأموری، آشکار کن و از مشرکان دوری جوی که ما شر مسخره کنندگان را از تو برطرف خواهیم کرد» در ابتدا اکثر اهل مکه محمد را نادیده گرفتند، تعداد اندکی او را مسخره کرده و بعضی هم پیرو او شدند. کسانی که به محمد ایمان آوردند را می‌توان به سه گروه اصلی تقسیم کرد: برادران جوان و فرزندان بازرگانان بزرگ مکه، افرادی که موقعیت اجتماعی دست اولشان را در قبیله‌شان از دست داده بودند و نتوانسته بودند آن را مجدد به دست آورند، و نهایتاً افراد ضعیف در مکه خصوصاً خارجی‌ها.

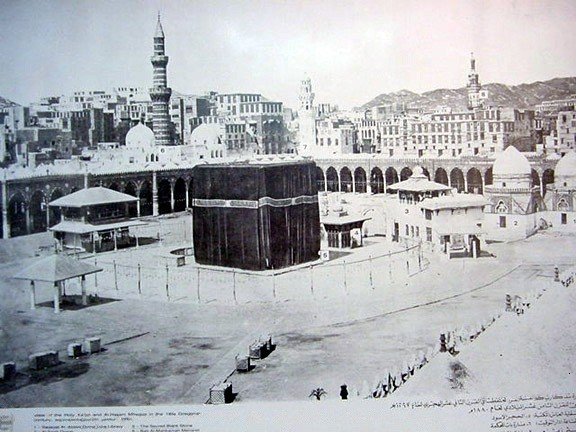
تصویر کعبه (سال ۱۲۷۷ هجری شمسی). هر سال از سرتاسر عربستان، اعراب جهت به جای آوردن حج به کعبه می‌آمدند؛ کعبه و ساختار مذهبی موجود از نظر اقتصادی نیز برای قبیله قریش (که محافظین کعبه بودند) بسیار مهم بود.

به گفته ابن سعد و ابن هشام، مخالفتها با محمد زمانی شروع شد که او آیاتی را بیان کرد که در آن اجداد بت‌پرست اهل مکه و پرستش بت‌ها محکوم شده بودند. به گفته دیگران مخالفت‌ها با محمد از همان اولی که او شروع به تبلیغ در بین عموم کرد شروع شد. بالا رفتن تعداد پیروان محمد باعث شد که او خطری برای قبایل منطقه و حاکمان شهر بشود زیرا آن‌ها ثروتشان به کعبه، کانون زندگی مذهبی مکه وابسته بود و محمد می‌خواست آن را برهم بزند. رد کردن مذهب سنتی مکه مخصوصاً برای قبیله خودش توهین‌آمیز بود زیر آن‌ها خود محافظین کعبه بودند. تجار قدرتمند مکه خواستند که با محمد کنار آمده و به او پیشنهاد دادند که اگر دست از تبلیغ بردارد به او اجازه ورود به حلقه درونی تجار را داده، و موقعیتش را توسط یک ازدواج پرسود تثبیت کنند. محمد این پیشنهادها را نپذیرفت.
منابع تاریخی اسلامی مفصلاً به آزار و اذیت شدن محمد و یارانش را دلالت دارد. سمیه بنت خبّاب که به عنوان اولین زن شهید اسلام شهرت دارد، برده ابوجهل یکی از بزرگان برجسته مکه بود. او با نیزه اربابش بخاطر اینکه نمی‌خواست از اسلام برگردد کشته شد. بلال حبشی، یک مسلمان برده دیگر، توسط اربابش امیة بن خلف شکنجه می‌شد؛ امیة سنگی سنگین روی سینه بلال می‌گذاشت تا او را مجبور کند دست از اسلام بردارد. بجز فحش‌ها، محمد شخصاً از آزار و اذیت جسمانی در امان بود زیرا تحت حمایت خاندان بنی هاشم بود.

## هجرت مسلمانان به حبشه

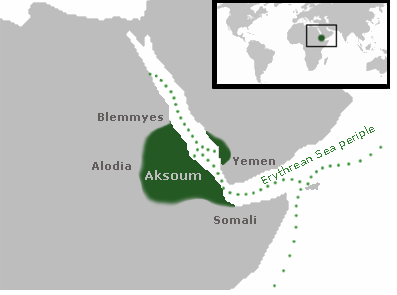
موقعیت جغرافیایی حبشه

در سال ۶۱۵ میلادی، بعضی از پیروان محمد به حبشه هجرت کرده و تحت حمایت پادشاه مسیحی حبشه آنجا ساکن شدند. بعضی از روایات قدیمی اسلامی (مانند طبری و ابن سعد و واقدی ٫ولی نه ابن هشام) وقوع واقعه‌ای را در این زمان ذکر می‌کنند که در بین مسلمانان به غرانیق شناخته شده و بعضی خاورشناسان غربی آن را «آیات شیطانی» خوانده‌اند. بر اساس این روایت محمد وجود سه خدای مکه که دختران الّله خوانده می‌شدند را پذیرفت، آن‌ها را ستایش کرده، و درخواست شفاعتشان را کرد. این روایات ذکر می‌کنند که پس از نزول جبرئیل بر محمد، او این آیات را پس گرفت. نوشته‌های علمای اسلامی از قرن چهارم اسلامی به بعد به صورت شدیدی صحت تاریخی این روایت را زیر سؤال بردند. چه این اتفاق افتاده باشد و چه نه، روابط محمد و هم قبیله‌ای‌های بت پرستش بشدت بدتر و بدتر شد.

## محاصره اقتصادی و شعب ابیطالب
در سال ۶۱۷ میلادی، رهبران مخزوم و بنو عبد-شمس، دو خاندان مهم قریش، خاندان بنی هاشم، رقیب تجاریشان، را تحت محاصره اجتماعی و اقتصادی قرار دادند. هدف این بود که بنی هاشم را تحت فشار قرار داده تا دست از محافظت از جان محمد بردارد. این محاصره سه سال به طول انجامید ولی نهایتاً شکست خورد زیرا هدفش را برآورده نمی‌کرد.

## سال‌های آخر در مکه

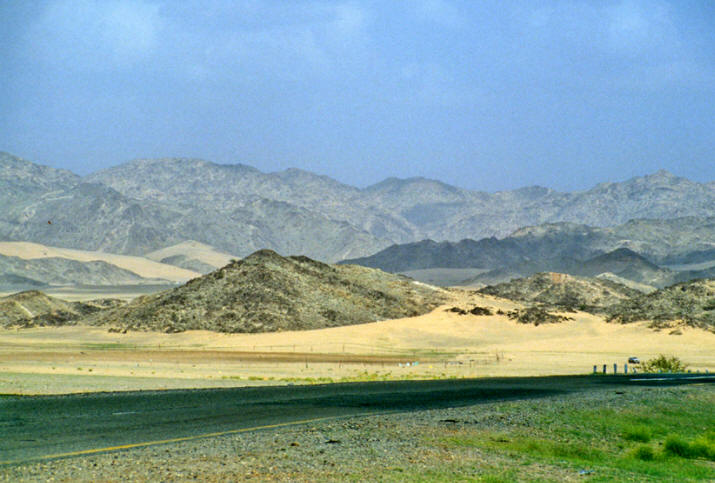
جاده به سمت شهر طائف (در پیش‌زمینه کوه‌های طائف قرار گرفته‌است)

در سال ۶۱۹ که به سال غم (عام الحزن) شهرت یافت، هم خدیجه همسر محمد و هم عمویش ابوطالب، درگذشتند. با مرگ ابوطالب (که رهبری خاندان بنی هاشم را به دست داشت)، رهبری این خاندان به ابولهب که دشمن دیرینه محمد بود، سپرده شد. بدین ترتیب محمد بزرگ‌ترین پشتیبان خود را از دست داد و جانش در خطر افتاد.
علاوه بر این اگر چه محمد در سال‌های آخر هنوز پیروان اندکی بدست می‌آورد، ولی در کل تلاشهای او در مکه شکست خورده بودند. محمد برای یافتن یک حامی و دعوت به اسلام به طائف از شهرهای معروف عربستان در جوار مکه رفت ولی تلاش او با شکست روبرو شد و علاوه بر این، مورد حمله و آزار مردم آن شهر قرار گرفت. بنابراین ناچار به بازگشت به مکه شد وبا کمک یکی از اهالی مکه به نام «مطعم ابن عدی» و حمایت قبیله بنی نوفل امکان ورود مجدد او به زادگاهش در شرایطی امن، فراهم آمد.

## اسراء و معراج

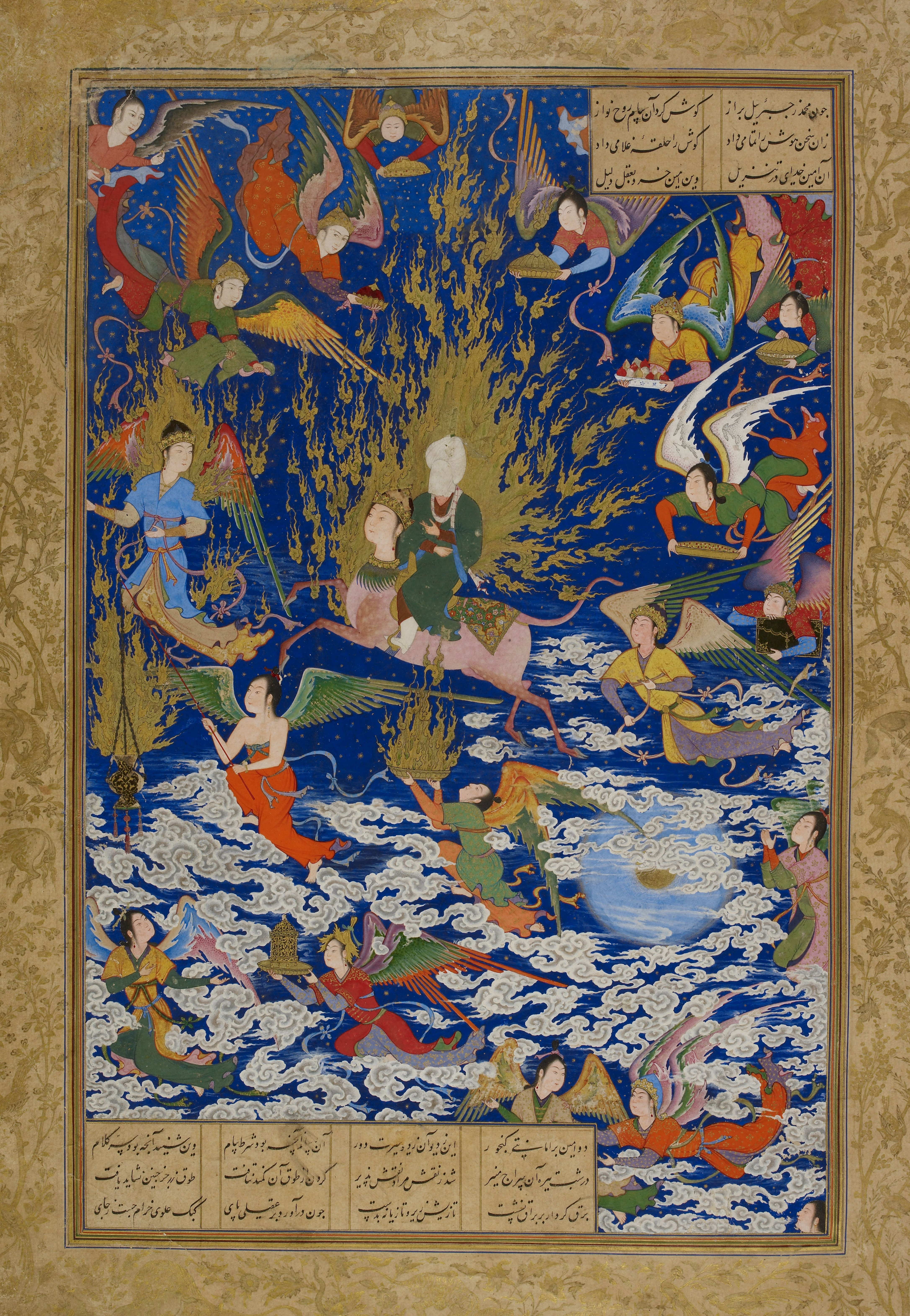
یک مینیاتور ایرانی که در آن شرح معراج محمد ذکر شده‌است.

بر اساس روایات اسلامی (که در قرآن نیز اشاره‌ای به آن شده‌است) در سال ۶۲۰ میلادی، محمد به یک سفر معجزه‌آمیز به نام اسراء و معراج رفت که گفته می‌شود در یک شب و به همراه فرشته خدا جبرئیل انجام شده‌است.
در بخش اول این سفر (اسراء) او ابتدا از مسجدالحرام در مکه به «دورترین مسجد» (در عربی مسجدالاقصی) رفت که مسلمانان آن را همان مسجدالاقصی در اورشلیم می‌دانند. در بخش دوم (معراج) گفته شده که محمد از بهشت و دوزخ بازدید کرده و با پیامبران قبلی؛ مانند ابراهیم، موسی، و عیسی صحبت کرده‌است. مسلمانان معتقدند محمد در معراج سوار بر مرکبی به نام براق بوده‌است.
ابن اسحاق نویسنده اولین زندگینامه از محمد آن را یک تجربه روحانی بیان کرده ولی مورخین بعدی مانند طبری و ابن کثیر آن را یک سفر جسمانی دانسته‌اند. برخی از خاورشناسان بر این نظرند که بر اساس قدیمی‌ترین روایت اسلامی، محمد سفرش را از صحن مقدس در مکه به کعبه آسمانی (مدل آسمانی کعبه) انجام داده‌است، ولی روایت‌های بعدی مسلمانان این سفر را از مکه به صحن مقدس در اورشلیم تفسیر کرده‌اند.